# Ballester marbrenc
El ballester marbrenc (Tachymarptis aequatorialis) és una espècie d'ocell de la família dels apòdids (Apodidae) que habita a camp obert, criant en penya-segats de les terres altes de Sierra Leone, Costa d'Ivori, sud de Ghana, Nigèria, Camerun, el Gabon, oest i centre d'Angola, i des de Txad, oest del Sudan, Etiòpia, Eritrea, cap al sud, a través den nord-est, centre i sud-est de la República Democràtica del Congo, Uganda, Ruanda, Kenya, Tanzània, est de Zàmbia i Malawi fins l'est de Zimbàbue i oest de Moçambic.